# Resultados do Carnaval de São Paulo em 1969
Esta página contém os resultados do Carnaval de São Paulo em 1969.

## Escolas de samba

### Grupo 1

### Grupo 2
Classificação
| Legenda: Promovida |

| Col. | Escola                    | Enredo                         | Pontos |
| ---- | ------------------------- | ------------------------------ | ------ |
| 1    | Império do Cambuci        | Viajando Através do Brasil     | 84,0   |
| 2    | Morro da Casa Verde       | Ouro Branco                    | 62,0   |
| 3    | Primeira de Santo Estevão | Progresso Industrial           | 58,0   |
| 3    | Folha Azul dos Marujos    | Brasília, Capital da Esperança | 58,0   |
| 4    | Acadêmicos do Peruche     | Marquesa de Santos             | 39,0   |

### Grupo 3
Classificação
| Legenda: Promovida |

| Col. | Escola                 | Enredo                               | Pontos |
| ---- | ---------------------- | ------------------------------------ | ------ |
| 1    | Acadêmicos do Ipiranga | Tiradentes e a Inconfidência Mineira | 67,0   |
| 2    | Príncipe Negro         |                                      | 59,0   |
| 3    | Estrela Brilhante      | Tamandaré                            | 42,0   |

## Blocos
Classificação
| Legenda: Campeã |

| Col. | Escola                      | Enredo           | Pontos |
| ---- | --------------------------- | ---------------- | ------ |
| 1    | Mocidade Alegre             | Na Corte de Nero |        |
| 2    | Acadêmicos do Jardim Ângela |                  |        |

## Cordões
Classificação
| Legenda: Campeão |

| Col. | Cordão                | Enredo                   | Pontos |
| ---- | --------------------- | ------------------------ | ------ |
| 1    | Camisa Verde e Branco | Biografia do Samba       | 113,0  |
| 2    | Vai-Vai               | História do Aleijadinho  | 110,0  |
| 3    | Fio de Ouro           | Glória à Monteiro Lobato |        |